# VIA C3
 (août 2023).
Le VIA C3 est un microprocesseur conçu par VIA qui vise à répondre à des besoins différents de ce qu'on peut attendre des processeurs AMD ou Intel. Il offre des options de sécurité avancées avec la fonction intégrée VIA PadLock Engine. De par sa conception, il offre de bonnes performances en vue d'une consommation électrique très faible. De cette faible consommation électrique résulte une dissipation de chaleur amoindrie. Ainsi, un système à base de processeur VIA C3 peut parfaitement se passer d'un imposant et bruyant ventilateur.

## Performances digitales et multimédia
Par l'intermédiaire de son architecture coolstream, le Via C3 se compose de 16 instructions multimédia telles que le SEE ou StepAway. Orienté plate-forme multimédia, le C3 offre de très bonnes performances pour le MPEG 4 et MP3.

## Faible alimentation, faible dissipation de chaleur
Avec seulement 20 watts en pleine charge, le VIA C3 1.4 GHz ne chauffe pas et ne consomme pas beaucoup d'énergie. Ce processeur est surtout utilisé dans des ordinateurs ayant d'importantes contraintes énergétiques tels que des portables ou des mini ordinateurs de salon dédiés à une connexion multimédia avec une télévision.
| Cœur                   | C5A - Samuel      | C5B - Samuel 2    | C5C - Ezra        | C5N - Ezra-T      | C5XL - Nehemiah (stepping 0 à 7) | C5P - Nehemiah (stepping 8 et plus) | C5J (C7) - Esther                                       |
| ---------------------- | ----------------- | ----------------- | ----------------- | ----------------- | -------------------------------- | ----------------------------------- | ------------------------------------------------------- |
| Cache L1               | 128 kB (2x 64 kB) | 128 kB (2x 64 kB) | 128 kB (2x 64 kB) | 128 kB (2x 64 kB) | 128 kB (2x 64 kB)                | 128 kB (2x 64 kB)                   | ?                                                       |
| Cache L2               | 0 kB              | 64 kB             | 64 kB             | 64 kB             | 64 kB                            | 64 kB                               | > 64 kB                                                 |
| Fréquence du bus       | 100/133 MHz       | 100/133 MHz       | 100/133 MHz       | 100/133 MHz       | 100/133 MHz                      | 100/133 MHz                         | 800 MHz (bus Pentium-M)                                 |
| Finesse de gravure     | 0.18 µm           | 0.15 µm           | 0.13 µm           | 0.13 µm           | 0.13 µm                          | 0.13 µm                             | 90 nm                                                   |
| Taille du die          | 75 mm2            | 52 mm2            | 52 mm2            | 56 mm2            | 52 mm2                           | 47 mm2                              | Approximativement 30 mm2                                |
| Nombre de transistors  | 11.3 Millions     | 15.2 Millions     | 15.4 Millions     | 15.5 Millions     | 20.5 Millions                    | 20.4 Millions                       | ?                                                       |
| Extensions             | MMX, 3DNow!       | MMX, 3DNow!       | MMX, 3DNow!       | MMX, 3DNow!       | RNG, MMX, SSE                    | 2x RNG, ACE, MMX, SSE, SMP          | 2x RNG, ACE, NX-Bit, SHA-1, SHA-256, MMX, SSE1/2/3, SMP |
| Vitesse FPU            | 1/2x Core         | 1/2x Core         | 1/2x Core         | 1/2x Core         | 1x Core                          | 1x Core                             | ?                                                       |
| Profondeur du pipeline | 12 étages         | 12 étages         | 12 étages         | 12 étages         | 16 étages                        | 16 étages                           | ?                                                       |
| Produit par            | TSMC              | TSMC              | TSMC              | TSMC              | TSMC                             | TSMC                                | IBM                                                     |

| Désignation                | Fréquence MHz | Cache L1 | Cache L2 | FSB MHz |
| -------------------------- | ------------- | -------- | -------- | ------- |
| VIA C3                     | 1400          | 128K     | 64K      | 100     |
| VIA C3                     | 1300          | 128K     | 64K      | 133     |
| VIA C3                     | 1200          | 128K     | 64K      | 133     |
| VIA C3                     | 1100          | 128K     | 64K      | 133     |
| VIA C3                     | 1000          | 128K     | 64K      | 133     |
| VIA C3                     | 933           | 128K     | 64K      | 133     |
| VIA C3                     | 866           | 128K     | 64K      | 133     |
| VIA C3                     | 800           | 128K     | 64K      | 133     |
| VIA C3                     | 750           | 128K     | 64K      | 100     |
| VIA C3                     | 733           | 128K     | 64K      | 133     |
| VIA C3 E-Series            | 1000          | 128K     | 64K      | 133     |
| VIA C3 E-Series            | 933           | 128K     | 64K      | 133     |
| VIA C3 E-Series            | 800           | 128K     | 64K      | 133     |
| VIA C3 E-Series            | 733           | 128K     | 64K      | 133     |
| VIA C3 E-Series (Nehemiah) | 1100          | 128K     | 64K      | 133     |
| VIA C3 E-Series (Nehemiah) | 1000          | 128K     | 64K      | 133     |
| VIA C3-M                   | 1400          | 128K     | 64K      | 133     |
| VIA C3-M                   | 1400          | 128K     | 64K      | 200     |
| VIA C3-M                   | 1300          | 128K     | 64K      | 200     |
| VIA C3-M                   | 1300          | 128K     | 64K      | 133     |
| VIA C3-M                   | 1200          | 128K     | 64K      | 133     |
| VIA C3-M                   | 1200          | 128K     | 64K      | 200     |